# Ensemble Villa Musica

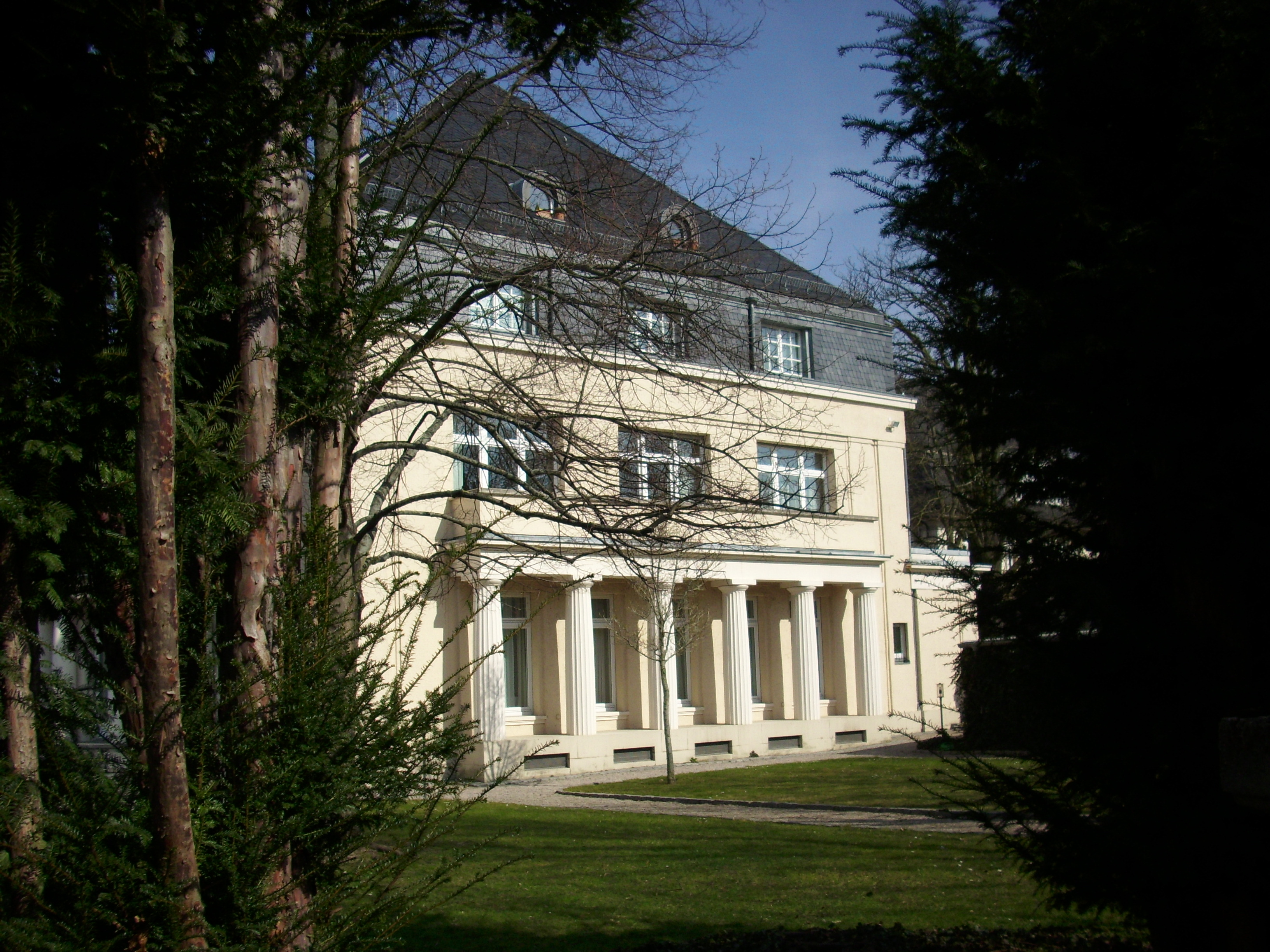
Die „Villa Musica“ in Mainz, Sitz der Stiftung Villa Musica und Namensgeberin des Ensembles Villa Musica

Das Ensemble Villa Musica ist ein international besetztes Kammermusikensemble, das eng mit der Stiftung Villa Musica zusammen arbeitet.

## Geschichte
Das Ensemble wurde 1990 gegründet als sich einige Solisten in Mainz in der Stiftung Villa Musica zu Meisterkursen trafen. Sie beschlossen ein Kammermusikensemble ohne Repertoire-Einschränkungen zu gründen, mit dem Fokus auf selten gespielten Meisterwerken. Alle Ensemblemitglieder waren oder sind erste Solisten in großen deutschen Orchestern und unterrichten seit Jahren als Professoren an deutschen Musikakademien. Seit seiner Gründung hat das Ensemble mehr als 20 renommierte Instrumentalisten als Mitglieder gehabt, die meisten davon sind heute noch aktiv. Die Leitung des Ensembles hat seit seiner Gründung der Klarinettist Ulf Rodenhäuser. Zu den bekannten Ensemblemitgliedern gehören der Geiger Rainer Kussmaul (ehemaliger Konzertmeister der Berliner Philharmoniker und Gründer der Berliner Barocksolisten), der Geiger Thomas Brandis (ehemaliges Mitglied der Berliner Philharmoniker und Gründer des Brandis-Quartetts), der Bratschist Enrique Santiago (ehemaliger Solobratschist im Stuttgarter Kammerorchester, im Sinfonieorchester des Südwestfunks Baden-Baden und im Radiosinfonieorchester Stuttgart sowie Solist der Academy of St. Martin in the Fields), der Cellist Martin Ostertag (ehemaliger Solocellist der Düsseldorfer Symphoniker, des Amati Ensembles Berlin und des Orchesters der Deutschen Oper Berlin), der Oboist Ingo Goritzki und der Fagottist Klaus Thunemann (ehemaliger Solo-Fagottist beim Sinfonieorchester Münster und beim NDR Sinfonieorchester in Hamburg).
Im Ensemble sind alle Instrumente eines Sinfonieorchesters einschließlich Klavier in variablen Besetzungen vom Solo bis zum solistisch besetzten Kammerorchester vertreten. Zum Repertoire des Ensembles gehören Werke von klassischen Komponisten wie Johann Sebastian Bach, Wolfgang Amadeus Mozart, Franz Schubert, Gabriel Fauré, Camille Saint-Saëns, Paul Hindemith und Bohuslav Martinů, aber auch Werke von zeitgenössischen Komponisten wie Krzysztof Penderecki und Hans Werner Henze.
Das Ensemble hat sich im Laufe der Jahre mit der Ausbildung hochbegabter junger Kammermusiker und der Aufführung und Aufnahme vergessener Meisterwerke der Kammermusik einen Namen gemacht und tritt regelmäßig im Rahmen von „Villa Musica“-Programmen sowie in Konzertsälen und bei Musikfestivals auf der ganzen Welt auf. Außerdem präsentieren sie ihr Repertoire in einer Reihe der Musikalischen Akademie Konzerte in Stuttgart.
Das Ensemble Villa Musica wird von der Berliner Konzertagentur „3 Klang“ gemanagt.

## Zusammenarbeit mit der Stiftung Villa Musica
Die Stiftung Villa Musica – eine Stiftung des Landes Rheinland-Pfalz und des Südwestrundfunks – hat nicht nur bei der Namensgebung des Ensembles Pate gestanden. Das Ensemble bzw. die Mitglieder des Ensembles spielen bei den von der Villa Musica veranstalteten Konzerten und arbeiten eng mit hochbegabten jungen Stipendiaten der Stiftung zusammen. Im Rahmen der Veranstaltungsreihe „Kurs und Konzert“ treten die Ensemblemitglieder gemeinsam mit den Stipendiaten der Stiftung Villa Musica auf.

## Aufnahmen
Das Ensemble hat für die Musiklabel Naxos und Musikproduktion Dabringhaus & Grimm (MDG) aufgenommen. Zu den ersten Aufnahmen gehörte 1992 die Veröffentlichung von Franz Schuberts Forellenquintett und Klaviertrio Nr. 2 Es-Dur bei Naxos. In Zusammenarbeit mit dem Musiklabel MDG veröffentlichte das Ensemble inzwischen eine umfangreiche CD-Reihe, darunter französische Kammermusik von Gabriel Fauré, Camille Saint-Saëns und Darius Milhaud, tschechische Kammermusik von Leoš Janáček, Gideon Klein und Erwin Schulhoff, spätromantische deutsche Kammermusik von Louis Spohr und Carl Reinecke und die kammermusikalischen Werke von Paul Hindemith. Einige der Aufnahmen erhielten internationale Auszeichnungen.

## Mitglieder
- Ida Bieler, Violine
- Thomas Brandis, Violine
- Jean-Claude Gérard, Flöte
- Ingo Goritzki, Oboe
- Wolfgang Güttler, Kontrabass
- Walter Hilgers, Tuba
- Leonard Hokanson, Klavier
- Rainer Kussmaul, Violine
- Hannes Läubin, Trompete
- Marie-Luise Neunecker, Horn
- Martin Ostertag, Violoncello
- Kalle Randalu, Klavier
- Ulf Rodenhäuser, Klarinette
- Enrique Santiago, Bratsche
- Ernö Sebestyen, Violine
- Branimir Slokar, Posaune
- Helga Storck, Harfe
- Klaus Thunemann, Fagott
- Radovan Vlatkovic, Horn[3]

## Auszeichnungen
- 1998: ECHO Klassik für die „editorische Leistung des Jahres“
- 2002: ECHO Klassik für die „Kammermusik-Einspielung des Jahres“
- 2003: ECHO Klassik für die „Kammermusik-Einspielung des Jahres“
- 2013: ECHO Klassik für die „Kammermusik-Einspielung des Jahres“

## Diskografie (Auswahl)
- Béla Bartók – Ensemble Villa Musica – Violin Sonatas No. 1 and 2 (MDG)
- Francois Devienne – Ensemble Villa Musica – Sonatas for Oboe and for Bassoon (MDG)
- Zdenek Fibich – Ensemble Villa Musica – Piano Quartet, Piano Quintet (MDG)
- Pavel Haas – Ensemble Villa Musica – Chamber Music (MDG)
- Hans Werner Henze – Ensemble Villa Musica – Chamber Music Vol. 1 und Vol. 2 (MDG)
- Paul Hindemith – Ensemble Villa Musica – Chamber Music (MDG)
- Paul Hindemith – Ensemble Villa Musica – Complete Sonatas Vol. 1-7 (MDG)
- Paul Hindemith – Ensemble Villa Musica – Vocal Chamber Music (MDG)
- Leoš Janáček – Ensemble Villa Musica – Kammermusik (MDG)
- Volker David Kirchner – Ensemble Villa Musica – Chamber Music (MDG)
- Gideon Klein – Ensemble Villa Musica – Chamber Music (MDG)
- Bohuslav Martinů – Ensemble Villa Musica – Chamber Music (MDG)
- Darius Milhaud – Ensemble Villa Musica – Kammer Symphonien No. 1-5 (MDG)
- Wolfgang Amadeus Mozart – Ensemble Villa Musica – Flute Quartets Nos. 1-4 (Naxos)
- Wolfgang Amadeus Mozart – Ensemble Villa Musica – Complete String Quintets Vol. 1-5 (MDG)
- Krzysztof Penderecki – Ensemble Villa Musica – Chamber Music (MDG)
- Amilcare Ponchielli – Ensemble Villa Musica – Chamber Music (MDG)
- Joachim Raff – Ensemble Villa Musica – Chamber Music (MDG)
- Max Reger – Ensemble Villa Musica – Chamber Music (MDG)
- Carl Reinecke – Ensemble Villa Musica – Sextet Op. 271 – Quintet Op. 83 – Octet Op. 216 (MDG)
- Camille Saint-Saëns – Ensemble Villa Musica – Chamber Music for Wind Instruments and Piano (MDG)
- Franz Schubert – Ensemble Villa Musica – String Quintet In C Major, D. 956 / String Trio In B Flat Major, D. 581 (Naxos)
- Erwin Schulhoff – Ensemble Villa Musica – Chamber Music (MDG)
- Robert Schumann – Ensemble Villa Musica – Violin Sonatas No. 1-3 (MDG)
- Robert Schumann – Ensemble Villa Musica – Violoncello and Piano (MDG)
- Leo Smit – Ensemble Villa Musica – Chamber Music (MDG)
- Louis Spohr – Ensemble Villa Musica – Chamber Music (MDG)
- Richard Strauss – Ensemble Villa Musica – Music for Wind Instruments Vol. 1 und 2